# فرودگاه آراناکا
فرودگاه آراناکا (به انگلیسی: Aranuka Airport) یک فرودگاه همگانی با کد یاتا AAK است . این فرودگاه در شهر آراناکا کشور کیریباتی قرار دارد و در ارتفاع ۱٫۸۳ متری از سطح دریا واقع شده است.

## شرکت‌های هواپیمایی و مقصدهای پروازی
| شرکت‌های هواپیمایی | مقصدهای پروازی |
| ----------------- | -------------- |
| ایر کیریباتی      | Kuria، بونریکی |